# Álava
Álava (in castigliano) o Araba (in basco; ufficialmente Álava-Araba) è una provincia della comunità autonoma dei Paesi Baschi, nella Spagna settentrionale.

## Geografia
Confina con le province di Biscaglia e di Gipuzkoa a nord, con la Navarra a est, con La Rioja a sud e con la Castiglia e León (provincia di Burgos) a ovest.
La superficie è di 3037 km², la popolazione nel 2008 era di 309 635 abitanti. Il capoluogo è Vitoria-Gasteiz, mentre altri centri importanti sono Laudio e Amurrio.

## Geografia antropica

### Suddivisioni amministrative
Il territorio è diviso in sette cuadrillas o kuadrillak:
1. Cuadrilla di Añana (Añanako kuadrilla)
2. Cuadrilla di Ayala (Aiaraldea)
3. Cuadrilla di Campezo-Montaña Alavesa  (Mendialdea)
4. Cuadrilla di Laguardia-Rioja Alavesa (Arabako Errioxako kuadrilla)
5. Cuadrilla di Salvatierra (Arabako Lautadako kuadrilla)
6. Cuadrilla di Vitoria (Gasteizko kuadrilla; coincidente col comune di Vitoria-Gasteiz)
7. Cuadrilla di Zuya (Gorbeialdea)